# Grimmia tristichoides
Grimmia tristichoides là một loài Rêu trong họ Grimmiaceae. Loài này được Margad. mô tả khoa học đầu tiên năm 1972.